# Aceite de la Comunidad Valenciana
Aceite de la Comunidad Valenciana (En valenciano Oli de la Comunitat Valenciana) es una Denominación de Origen Protegida que protege e identifica la producción de aceite de oliva en la Comunidad Valenciana. Esta denominación de origen fue creada el 24 de junio de 2008

## Historia
Debido a su clima mediterráneo la Comunidad Valenciana cuenta con unas características idóneas para el cultivo del olivo, remontándose este a la época romana como se puede comprobar al existir diversos olivos milenarios en las comarcas castellonenses del Maestrazgo.
Más adelante, el insigne botánico valenciano Antonio José de Cavanilles en el siglo XVIII certificó en su obra Observaciones sobre la Historia Natural, Geografía, Agricultura, población y frutos del reyno de Valencia que el cultivo del olivo y la producción de aceite seguía presente en la Comunidad Valenciana.

## Zona geográfica
La denominación de origen protege el cultivo y la producción de aceite en 395 municipios valencianos. La mayoría de estos municipios se hallan situados en la franja intermedia de la Comunidad Valenciana. Esto se debe a que las fértiles planicies costeras han sido dedicadas tradicionalmente al cultivo de regadío, que proporciona una mayor rentabilidad al labrador, mientras que el olivo, debido a su gran resistencia a la sequía se ha cultivado mayormente en las tierras de secano del interior. Sin embargo, las tierras más altas no son aptas para su cultivo debido a la baja temperatura media que allí se da.
Debido a la amplia zona geográfica protegida provoca que halla diferencias climáticas entre las diferentes subzonas, si bien todas se podrían enmarcar dentro del Clima mediterráneo o en las zonas más interiores Clima mediterráneo continentalizado. La temperatura media anual oscila entre los 12 y 16 °C, con inviernos relativamente fríos con medias de entre 6º y 10º y veranos calurosos con medias de entre 22 y 26 °C. Más importantes son las diferencias en la pluviometría ya que oscilan entre los 200-300 mm anuales de las localidades ribereñas del Vinalopó hasta 700-800 mm que se encuentran en la Montaña Alicantina y en el Maestrazgo de Castellón. 
La denominación de origen cuenta con ocho subzonas ordenadas de norte a sur:
- Maestrat Comprende municipios de las comarcas del Alto Maestrazgo, del Bajo Maestrazgo y la localidad de la Plana Alta de las Cuevas de Vinromá.
- Plana Alta-Alcalaten Comprende municipios de las comarcas de la Plana Alta y del Alcalatén.
- Sierras de Espadán y Calderona Comprende municipios de las comarcas del Alto Mijares, Alto Palancia, la Plana Baja, el Campo de Murviedro y el Campo de Turia.
- Serranías del Turia-Ribera del MagroComprende municipios del Campo de Turia, la Hoya de Buñol, Los Serranos, la Ribera Alta, el Rincón de Ademuz y la localidad de Picasent perteneciente a la Huerta Sur.
- Utiel-Requena-Valle de Ayora Comprende municipios de las comarcas de Requena-Utiel y del Valle de Ayora
- Macizo del Caroig-Vall de Albaida comprende municipios de la Canal de Navarrés, de la Costera, el Valle de Albaida y la Safor.
- Montaña de Alicante Comprende municipios del Condado de Cocentaina, la Hoya de Alcoy, la Marina Alta, y la Marina Baja.
- Vinalopó Comprende municipios del Alto Vinalopó, el Medio Vinalopó, el Bajo Vinalopó, la Vega Baja, el Campo de Alicante y de la subcomarca de la Hoya de Castalla.

## Variedades
La denominación de origen protege el aceite producido con olivas diferentes variedades siendo muchas de ellas autóctonas de la Comunidad Valenciana. La lista de variedades permitidas es la siguiente:
- Forna o Villalonga
- Blanqueta
- Farga
- Serrana de Espadán
- Morruda
- Cornicabra
- Alfafara
- Grossal
- Changlot Real
- Rojal
- Genovesa
- Gileta
- Manzanilla o Mançanell
- Meña, Piñón o Menuda
- Canetera o Nana
- Arbequina
- Empeltre
- Cuquillo
- Sollanenca
- Callosina
- Llumero o Llumeta
- Millarenca
- Borriolenca
- Picual
- Temprana de Montán.